# Ilha (Santana)
Ilha est une freguesia portugaise située dans le conseil de Santana, de la région autonome de Madère.
Avec une superficie de 28,20 km2 et une population de 297 habitants (2017), la paroisse possède une densité de 14 hab/ km2.